# Hotel Rwanda
Hotel Rwanda és una pel·lícula americana, britànica, sud-africana i italiana, biòpic de Paul Rusesabagina, dirigida per Terry George, estrenada el 2005. Aquest film ha estat doblat al català. La pel·lícula desplega un repartiment important: Don Cheadle, Nick Nolte, Jean Reno.

## Argument
El 1994, a Ruanda, la guerra civil entre hutus i tutsis va causar gairebé un milió de morts mentre el món girava l'esquena al conflicte. La pel·lícula explica la història real de Paul Rusesabagina, el gerent d'un hotel a Kigali que va aconseguir salvar més de 1.200 persones de la massacre donant-los refugi a les seves instal·lacions.

## Repartiment
- Don Cheadle: Paul Rusesabagina
- Sophie Okonedo: Tatiana Rusesabagina
- Nick Nolte: Coronel Oliver
- Fana Mokoena: General Austin Bizimungu
- Cara Seymour: Pat Archer
- Joaquin Phoenix: el periodista Jack Daglish
- Jean Reno: el president de Sabena Airlines M. Tillens
- Desmond Dube: Dube
- Hakeem Kae-Kazim: George Rutaganda

## Música
- Million Voices - per Wyclef Jean

## Context històric
Origen del conflicte
| « | Abans del genocidi, viure entre hutus i tutsis era del tot possible. Vaig néixer en una família mixta. Membres de la meva família eren hutus, d'altres tutsis. Parlem tots la mateixa llengua... Són sobretot els colons que han intentat dividir-nos per dominar-nos millor. Els alemanys han fet tutsis els dirigents de Rwanda, suscitant la còlera dels hutus. Després els belgues van arribar i creen els carnets d'identitat amb menció «Hutu» o « Tutsi ». A la independència, en els anys 1960, els hutus han pres el poder i els tutsis han fugit a l'estranger i en els anys 1990 s'han rebel·lat. | » |

 - Paul Rusesabagina
El genocidi
Els rebels tutsi que han tornat a Ruanda prenen el control del nord del país, i diversos centenars de milers de ruandesos es concentren a Kigali en camps de refugiats. Durant aquest període, les autoritats ruandeses han planificat un genocidi dels tutsi de l'interior de Rwanda, constituint a tot el país milícies Interahamwe, instal·lant una economia paral·lela per finançar aquesta empresa i una campanya mediàtica de gran envergadura que ha fet d'això un genocidi, una matança popular a través d'un «treball» percebut com una obligació nacional. Va ser també un genocidi fulgurant, fent un milió de morts civils ruandesos en 100 dies. El 90% dels tutsis de l'interior de Rwanda van ser exterminats.

## Controvèrsia
El tema del genocidi ruandès sempre ha cremat, i aquesta pel·lícula, com el tema abordat, continua rebent diverses crítiques.
Els seus detractors noten que les informacions contingudes en un prospecte de la pel·lícula que el film conté errors de dates, esdeveniments oblidats, i errors de continguts. En les seves «referències històriques», el cop d'estat de Juvénal Habyarimana el 1973 ha passat desapercebut. El suport militar de França a Habyarimana de 1990 a 1993 no és explícit: es podria comprendre a través de la telefonada de la Sabéna a l'Elisi que existeixen llaços entre els francesos i certs hutus genocides o al poder, encara que, en el marc de la pel·lícula, sigui una suposició.
Les milícies Interahamwe no han estat creades per les Forces armades ruandeses, sinó pel MRND, partit del president Juvénal Habyarimana i no vol dir «els que resisteixen encara», sinó « aquells que combaten junts». El carnet d'identitat ètnic no va ser instituït el 1926 sinó el 1931. En el moment del genocidi, vuit mesos després i no un mes després, els acords d'Arusha eren parcialment aplicats i sobretot el Primer Ministre, Faustin Twagiramungu, i el seu govern no l'aplicaven. «Els homicidis dels tutsi van començar el mateix vespre ». Però des de les primeres hores, tutsis dels pobles van ser massacrats i no només a la capital, també sobretot a la regió de Gisenyi al nord-oest. L'operació Turquesa data del 22 de juny de 1994 i no del 22 de maig de 1994.

## Premis i nominacions

### Nominacions
- 2005: Oscar al millor actor per Don Cheadle[4]
- 2005: Oscar a la millor actriu secundària per Sophie Okonedo
- 2005: Oscar al millor guió original per Keir Pearson i Terry George
- 2005: Globus d'Or a la millor pel·lícula dramàtica
- 2005: Globus d'Or al millor actor dramàtic per Don Cheadle
- 2005: Globus d'Or a la millor cançó original per Wyclef Jean, Jerry Duplessis i Andrea Guerra amb "Million Voices"
- 2006: BAFTA al millor guió original per Keir Pearson i Terry George
- 2006: Grammy a la millor cançó escrita per pel·lícula, televisió o altre mitjà visual per Jerry Duplessis, Andrea Guerra i Wyclef Jean amb "Million Voices"